# Едвін Куч
Едвін Куч (серб. Edvin Kuč, нар. 27 жовтня 1993, Тузі) — чорногорський футболіст, півзахисник косовського клубу «Балкані» (Теранде).
Виступав, зокрема, за клуб «Рудар» (Плєвля), а також національну збірну Чорногорії.

## Клубна кар'єра
У дорослому футболі дебютував 2011 року виступами за команду «Ібар», у якій того року взяв участь у -1 матчі чемпіонату. 
Згодом з 2012 по 2017 рік грав у складі команд «Беране», «Дечич», «Усті-над-Лабем», «Младост» та «Дечич».
Своєю грою за останню команду привернув увагу представників тренерського штабу клубу «Рудар» (Плєвля), до складу якого приєднався 2017 року. Відіграв за клуб з Плєвлі наступні два сезони своєї ігрової кар'єри. Більшість часу, проведеного у складі «Рудара», був основним гравцем команди.
До складу клубу «Балкані» (Теранде) приєднався 2019 року.

## Виступи за збірну
У 2023 році дебютував в офіційних матчах у складі національної збірної Чорногорії.
| Дата       | Місто     | Господарі  | Результат | Гості      | Турнір            | Голи | Примітки |
| ---------- | --------- | ---------- | --------- | ---------- | ----------------- | ---- | -------- |
| 12-10-2023 | Подгориця | Чорногорія | 3 – 2     | Ліван      | товариський матч  | 2    | 65'      |
| 17-10-2023 | Белград   | Сербія     | 3 – 1     | Чорногорія | Відбір до ЧЄ 2024 | -    | 85'      |
| 16-11-2023 | Подгориця | Чорногорія | 2 – 0     | Литва      | Відбір до ЧЄ 2024 | 1    | 87'      |
| 19-11-2023 | Будапешт  | Угорщина   | 3 – 1     | Чорногорія | Відбір до ЧЄ 2024 | -    | 90+2'    |
| Усього     |           | Матчів     | 4         |            | Голів             | 3    |          |